# Sykes-Kliffs
Die Sykes-Kliffs über 300 m hohe Kliffs auf der westantarktischen James-Ross-Insel. Sie ragen 3 km westsüdwestlich bis 3 km südsüdwestlich des Dreadnought Point am Südufer der Shrove Cove bzw. Ostufer der Croft Bay auf.
Das UK Antarctic Place-Names Committee benannte sie 2006 nach dem britischen Geologen Mark Adrian Sykes (* 1964), dessen Arbeiten von 1986 bis 1989 für die Nottingham University und den British Antarctic Survey maßgeblich zum Verständnis der Stratigraphie, Vulkanologie und Geochemie in diesem Gebiet beigetragen haben.